# Tatjana Maria
Tatjana Maria, født Tatjana Malek (født 8. august 1987 i Bad Saulgau, Tyskland) er en kvindelig professionel tennisspiller fra Tyskland.
Tatjana Marias højeste rangering på WTA single rangliste var som nummer 64, hvilket hun opnåede 14. september 2009. I double er den bedste placering nummer 73, hvilket blev opnået 3. maj 2010.